# Криница (Смолевичский район)
Криница (бел. Крыні́ца) — бывшая деревня в Смолевичском районе Минской области Республики Беларусь. 18 июня 2008 года вошла в состав города Смолевичи.

## География

### Расположение
В 4 километрах на север от железнодорожной станции Смолевичи (на линии Минск — Орша), в 31 километре от Минска.

## История
Известна с XIX века как деревня в составе Смолевичской волости Борисовского уезда Минской губернии. Входила в состав имения Смолевичи. В 1870 году — владение Петра Витгенштейна. В начале XX века — застенок. С 20 августа 1924 года — хутор в составе Емельяновского сельсовета Смолевичского района Минского округа (до 26 июля 1930 года), с 20 февраля 1938 года — в Минской области. В начале 1930-х годов существовал колхоз «Красная Криница». В конце июня 1941 года оккупирована немецко-фашистскими захватчиками. Во время Великой Отечественной войны 11 местных жителей погибли на фронте. Освобождена в начале июля 1944 года. С 25 декабря 1962 года — в Минском районе, с 6 января 1965 года — в Смолевичском. В 1988 году — в составе совхоза имени В. И. Ленина с центром в городе Смолевичи. С 18 июня 2008 года находится в черте города Смолевичи.

## Памятные места
- Братская могила советских солдат, погибших в 1944 году в боях с гитлеровцами. Похоронены 46 человек. На могиле в 1965 году поставлен обелиск[4].

## Население

### Численность
- 1996 год — 10 дворов, 198 жителей[5].

### Динамика
- 1897 год — 7 дворов, 84 жителя.
- Начало XX века — 5 дворов, 30 жителей.
- 1917 год — 12 дворов, 91 житель.
- 1926 год — 18 дворов, 101 житель.
- 1988 год — 90 хозяйств, 290 жителей.
- 1996 год — 10 дворов, 198 жителей.